# Trzaski, Everta i Michalskiego Encyklopedyczny słownik wyrazów obcych

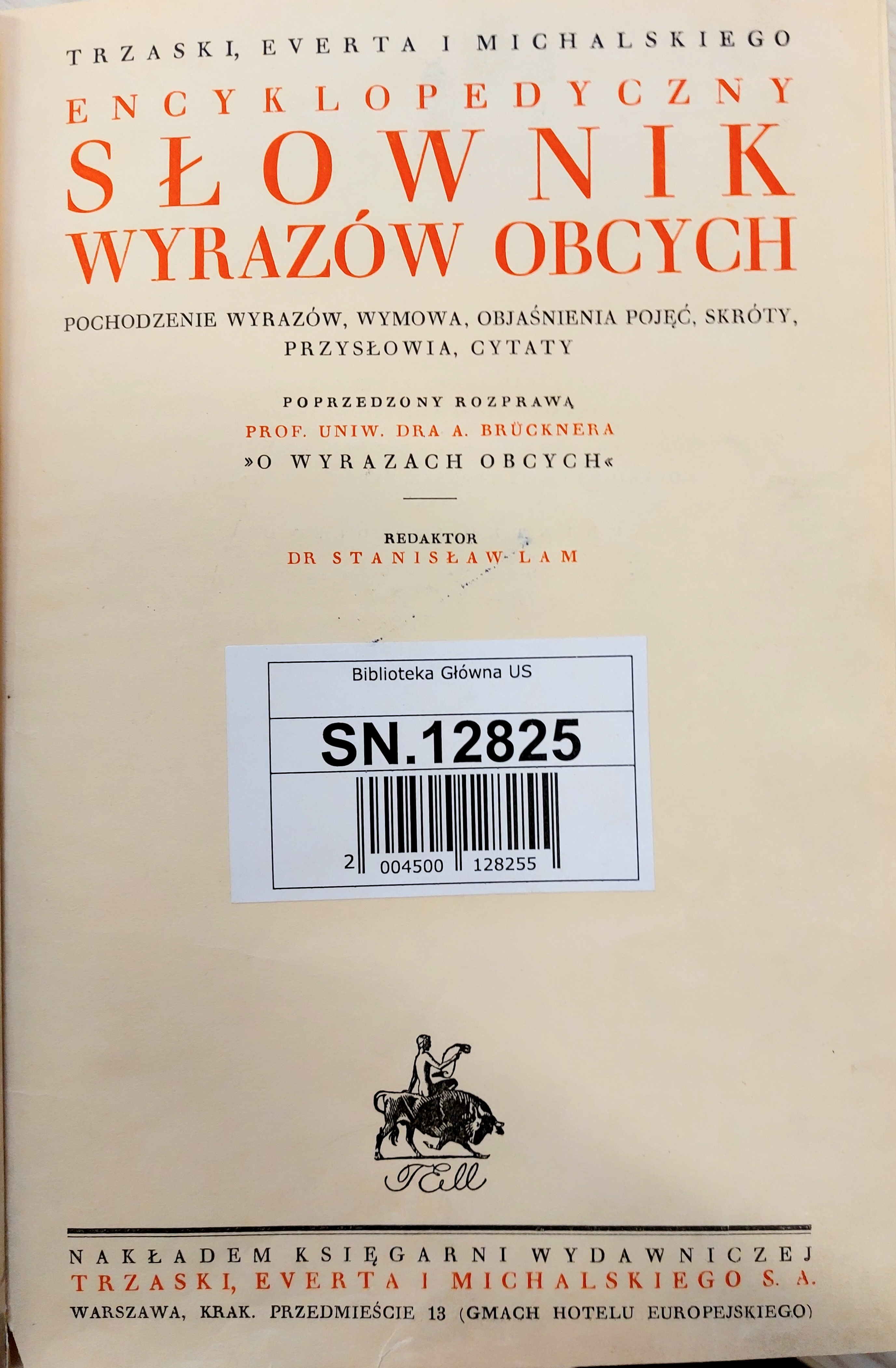
Okładka Encyklopedycznego słownika wyrazów obcych TEM rok 1939

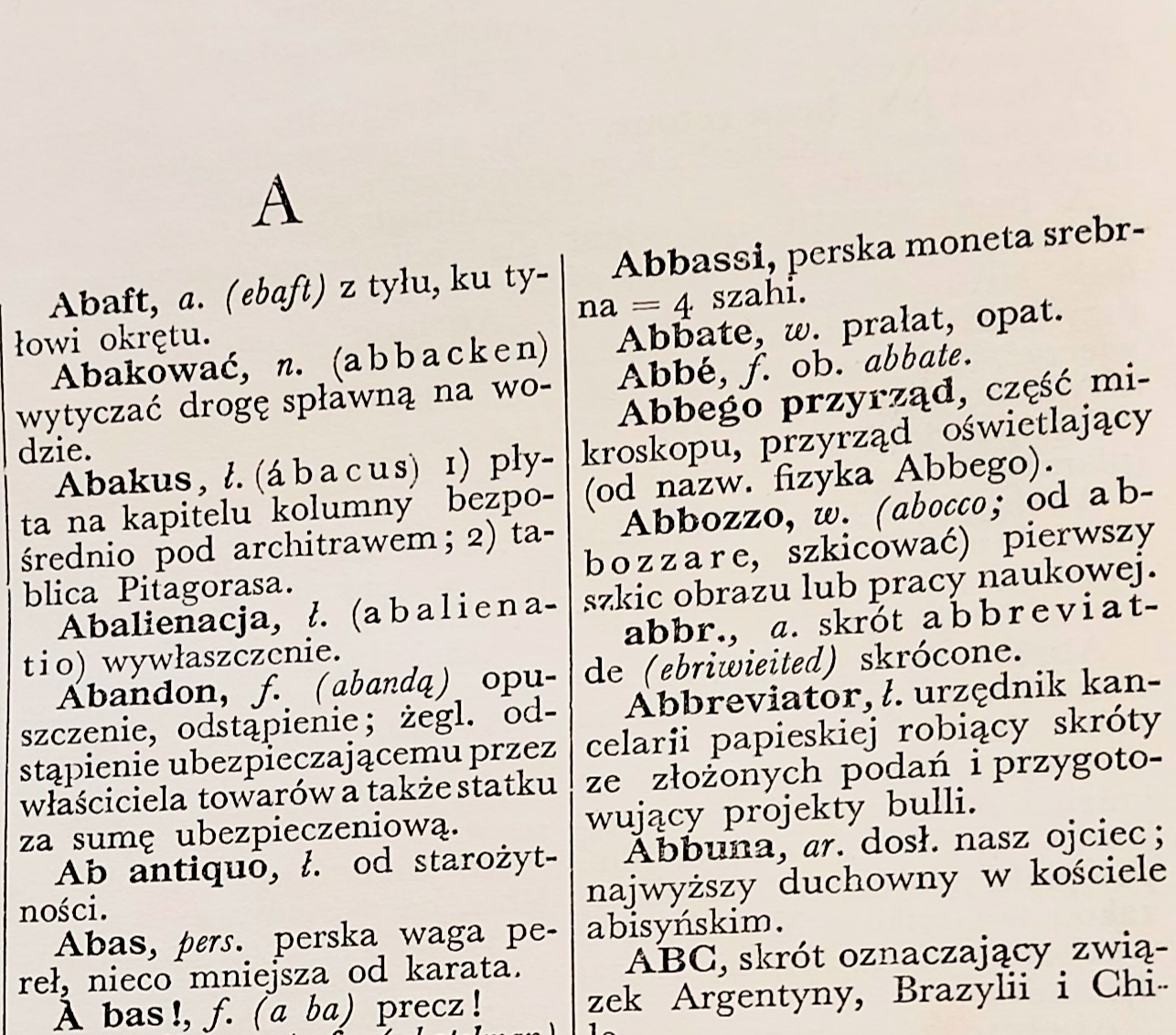
Fragment pierwszej strony słownika wyrazów obcych TEM

Trzaski, Everta i Michalskiego Encyklopedyczny słownik wyrazów obcych – słownik wyrazów  pochodzenia obcego w języku polskim z roku 1939. 
Słownik wyrazów obcych   pod redakcją Stanisława Lama został wydany przez Księgarnię Wydawniczą Trzaski, Everta i Michalskiego (TEM) w roku 1939. Został scharakteryzowany jako słownik pośredni pomiędzy słownikiem Jana Karłowicza a wielokrotnie wydawanym słownikiem Michała Arcta.
Główne zalety słownika to bogactwo zarejestrowanego słownictwa oraz trafność informacji etymologicznych.

## Makrostruktura słownika
Słownik wyrazów obcych TEM rejestruje ponad 60 000 haseł i jest jak dotąd (dane z roku 2004) najobszerniejszym w historii polskiej leksykografii słownikiem wyrazów obcych, Dla porównania: Wielki słownik wyrazów obcych PWN z 2023 (1. wydanie 2005) zawiera ok. 40 000 haseł.   
Wśród haseł znalazły się utworzone na gruncie języka polskiego derywaty od wyrazów zapożyczonych a jedną trzecią stanowią „wyrazy i zwroty, przysłowia i cytaty obce (…) używane przygodnie w dziennikach i literaturze, których nie można bynajmniej uważać za część składową normalnego polskiego słownictwa” (cyt. z recenzji Tadeusza Lehra-Spławińskiego).  Zamiast wstępu została zamieszczona rozprawka Aleksandra Brücknera O wyrazach obcych. 

## Mikrostruktura słownika
Słownik TEM wykazuje przejrzystą budowę artykułu hasłowego, który zawiera informację etymologiczną o języku źródłowym zapożyczenia oraz oryginalną pierwotną formę w języku źródłowym, ponadto objaśnienie znaczenia za pomocą synonimów lub definicji semantycznej, rzadziej za pomocą tłumaczenia na inny język. Znaczenia są ponumerowane w kolejności od znaczenia podstawowego do bardziej szczegółowych.
Słownik Stanisława Lama zawiera liczne kwalifikatory (w sumie ponad 150): terminologiczne, np.: anat. – anatomia, n.-g. – nowogrecki), zool. – zoologia, żegl. – żeglarstwo, chronologiczne: daw., dawn. –  dawny, dzis. – dzisiejsze, starop. – staropolski, geograficzne: afr. – afrykański, płd. – południowy, ekspresywno-stylistyczne: iron. – ironicznie, urągl. – urągliwie, kwalifikatory społeczno-środowiskowe: myśl. – myślistwo, gramatyczne: przym. – przymiotnik. Zapożyczenia zostały oznaczone skrótami wskazującymi na pochodzenie z danego języka, np.: a. – angielski, ar. – arabski, celt. – celtycki, węg. – węgierski, żyd. – żydowskie. 
Przykładowy artykuł hasłowy:  
Akcja, l. (a c t i o, ruch, poruszenie) 1) postępowanie, działanie, czynność 2) stopniowy rozwój wypadków w sztuce scenicznej lub powieści 3) dowód stwierdzający udział jego posiadacza w kapitale spółki akcyjnej.  